# دریای مار

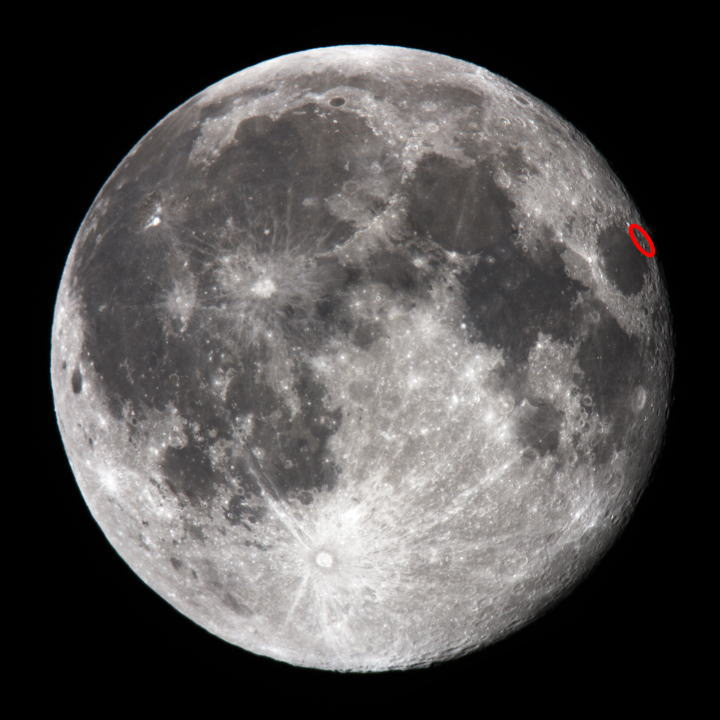
محل دریای مارِ در کرهٔ ماه

دریای مارِ (به لاتین: Mare Anguis) یکی از دریاوارهای سطح کرهٔ ماه است که در سمت پیدای ماه قرار گرفته‌است.
قطر دریای مار در حدود ۱۵۰ کیلومتر است و در حوضهٔ بحران‌ها واقع شده‌است.
دریای مار بخشی است از سامانهٔ شهدی (Nectarian System) یعنی در دوره شَهدی تشکیل شده‌است.
مانند بیشتر دریاوارهای کرهٔ ماه، سطح دریای ماه هم تاریک است. این نشان می‌دهد که زمانی از بازالت آتشفشانی پوشیده بوده‌است.